# Lachrimæ, or Seven Teares

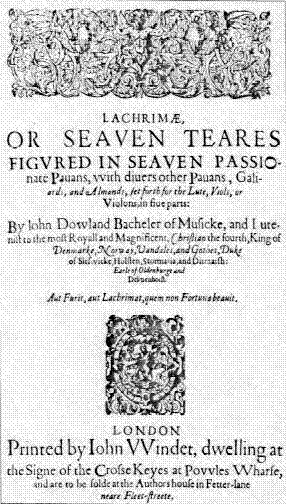
Couverture de Lachrimae, or Seaven Teares Figured in Seaven Passionate Pavans.

Lachrimæ, or seaven teares figured in seaven passionate pavans, with divers other pavans, galliards and allemands, set forth for the lute, viols, or violons, in five parts est un recueil de musique instrumentale composé par John Dowland et publié par John Windet (en) en 1604, à Londres, alors que Dowland était luthiste auprès de Christian IV de Danemark. La composition est dédiée à Anne de Danemark.

## Instrumentation
Comme le titre le suggère, la musique est écrite pour cinq violes, violons (en tant que famille d'instruments) ou luths.

## Composition

### Pavanes Lachrimae
- Lachrimæ Antiquae, existait déjà en tant que pièce pour luth solo et chanson.
- Lachrimæ Antiquae Novæ, une parodie harmonique de Lachrimæ Antiquæ.
- Lachrimæ Gementes
- Lachrimæ Tristes
- Lachrimæ Coactae, une parodie harmonique de Lachrimæ Tristes.
- Lachrimæ Amantis
- Lachrimæ Veræ

### Autres compositions
- Semper Dowland semper Dolens
- Sir Henry Umpton's Funeral
- M. John Langton's Pavan
- The King of Denmark's Galliard
- The Earl of Essex Galliard (dédié à Robert Devereux (2e comte d'Essex))
- Sir John Souch his Galliard
- M. Henry Noel his Galliard
- M. Giles Hobies his Galiard
- M. Nicholas Gryffith his Galliard
- M. Thomas Collier his Galliard with 2 trebles
- Captain Digorie Piper his Galliard
- M. Bucton's Galliard
- Mistress Nichol's Allemand
- M. George Whitehead his Almand